# COVID-19-Pandemie in der Republik Moldau
Die COVID-19-Pandemie in der Republik Moldau tritt als regionales Teilgeschehen des weltweiten Ausbruchs der Atemwegserkrankung COVID-19 auf und beruht auf Infektionen mit dem Ende 2019 neu aufgetretenen Virus SARS-CoV-2 aus der Familie der Coronaviren. Die COVID-19-Pandemie breitet sich seit Dezember 2019 von China ausgehend aus. Ab dem 11. März 2020 stufte die Weltgesundheitsorganisation (WHO) das Ausbruchsgeschehen des neuartigen Coronavirus als Pandemie ein.

## Bildung während der Pandemie
Als Anfang 2020 die COVID-19-Pandemie in der Republik Moldau ausbrach, initiierten die moldawische Crunchyroll-Niederlassungen zusammen mit EduTolk, Daikiri Studio, dem Rathaus von Chișinău, dem Ministerium für Bildung, Kultur und Forschung der Republik Moldau, Soros Foundation-Moldova, Technische Universität Moldau, ATIC und AISE das Projekt Educație Online, damit auch in der Pandemie-Zeit moldawische Schüler unterrichtet werden konnten. Die erste Phase des Projektes wurde innerhalb von sechs Wochen verwirklicht. Das Unterrichtsmaterial wurde für den Online-Zugang aufgearbeitet. Insgesamt stehen über 2000 Lektionen in 15 Disziplinen online zur Verfügung. An den Dreharbeiten nahmen über 150 Lehrer teil. Über 331.000 Studenten haben täglich Zugriff auf das Projekt.

## Verlauf

### März 2020
Am 7. März wurde der erste COVID-19-Fall in Moldau bestätigt. Bei diesem handelte es sich um eine 48 jährige Frau, die nach einem Aufenthalt in Italien nach Moldau zurückkehrte.
Am 10. März bestätigte das Gesundheitsministerium zwei weitere Infektionsfälle. Am gleichen Tag wurde eine Einreisesperre für alle Ausländer aus Ländern mit bestätigten Coronafällen erlassen.
Der vierte Coronafall wurde am 11. März bestätigt. Die Regierung kündigte an, alle Kindergärten, Schulen und Universitäten für die nächsten zwei Wochen zu schließen.
Am 12. März wurden zwei weitere Fälle bestätigt.
Am 13. März 2020 wurde die „Arlarmstufe Rot“ durch das Ministerium für Gesundheit ausgerufen. Am selben Tag wurden der siebte und achte Fall bestätigt.
Am 14. März wurden vier weitere Coronafälle bestätigt.
Am 15. März wurden 11 weitere Fälle bestätigt.
Am 16. März wurden sechs Infektionsfälle bestätigt.
Am 17. März rief das Parlament den Notstand für 60 Tage für die komplette Republik aus. Der 30. Fall wurde an diesem Tag ebenfalls bestätigt.
Der erste Todesfall wurde am 18. März gemeldet. Des Weiteren wurden sechs neue Fälle bestätigt.
Am 19. März wurden 13 neue Infektionen gemeldet.
Am 20. März wurden 17 neue Fälle bestätigt.
Am 21. März wurden 14 neue Fälle bestätigt. Die Frau, welche die Erstinfektion des Landes hatte, erholte sich von ihrer Infektion.
Am 27. März wurde der zweite Todesfall bestätigt.
Der dritte Todesfall wurde am 29. März bestätigt.
Am 31. März wurden 55 neue Fälle bestätigt, ebenso der vierte Todesfall.

### April 2020
Am 1. April wurde der fünfte Todesfall bestätigt.
Am 2. April wurde der sechste Todesfall bestätigt.
Am 27. April wurde die Quarantäne des Dorfes Carahasani, die am 1. April verhängt wurde, aufgehoben.

### Mai 2020
Am 9. Mai wurden 9 Todesfälle und 139 Neuinfektionen gemeldet.
Am 15. Mai wurden 8 Todesfälle und 192 Neuinfektionen gemeldet.

## Statistik
Die Fallzahlen entwickelten sich während der COVID-19-Pandemie in der Republik Moldau wie folgt:

### Infektionen

Bestätigte Infizierte in der Republik Moldau nach Daten der WHO. Oben kumuliert, unten Tageswerte

### Todesfälle

Bestätigte Todesfälle in der Republik Moldau nach Daten der WHO. Oben kumuliert, unten Tageswerte